# Радутная, Нонна Викторовна
Нонна Викторовна Радутная (11 апреля 1929 года, Бахчисарай, Крымская область, РСФСР, Советский Союз — 6 июня 2009 года, Москва, Российская Федерация) — советский и российский юрист, кандидат юридических наук, профессор.
Автор целого ряда пособий для подготовки судейских кадров, Радутная внесла существенный вклад в развитие законодательной базы современного российского правосудия. Заслуженный юрист РСФСР, почетный работник юстиции Российской Федерации, почётный работник высшего профессионального образования

## Биография
Нонна Викторовна Радутная родилась 11 апреля 1929 года в городе Бахчисарай Крымской области РСФСР (ныне Автономная Республика Крым, Украина). В 1951 году окончила юридический факультет Ленинградского государственного университета, затем на протяжении двенадцати лет работала народным судьей в городе Таллине.
В 1964 году Радутная перешла на научную работу во Всесоюзный институт по изучению причин и разработке мер предупреждения преступности (ныне Академия Генеральной прокуратуры Российской Федерации), работала младшим, а затем и старшим научным сотрудником в этом же институте.
В 1968 году Нонна Викторовна Радутная защитила кандидатскую диссертацию на тему «Осуществление принципа коллегиальности по уголовным делам первой инстанции». Научным руководителем Радутной являлась доктор юридических наук Вера Исааковна Каминская, опонентами были А. Р. Ратинов и И. Л.Петрухин. С 1976 года работала заведующей кафедры уголовно-правовых наук, а после её разделения в 2001 году заведовала кафедрой уголовно-процессуальных дисциплин и криминалистики Всесоюзного института усовершенствования работников юстиции (ныне Российская правовая академия Министерства юстиции Российской Федерации).
В 1990 году присвоено звание профессора.
После основания Российской академии правосудия Радутная стала заведующей кафедрой уголовно-процессуального права. Читала лекции на факультете подготовки специалистов для судебной системы и на факультет повышения квалификации судей.
Являлась членом Научно-консультативного совета при Верховном Суде Советского Союза, а затем и Верховного Суда Российской Федерации.
Умерла 6 июня 2009 года.
За свою научную и преподавательскую деятельность Нонна Викторовна была удостоена званий заслуженный юрист РСФСР, почетный работник юстиции Российской Федерации, почётный работник высшего профессионального образования.

## Научная деятельность
В сферу научных интересов Нонны Викторовны входили вопросы уголовно-процессуального права и судопроизводства, вопросы возрождения суда присяжных, подготовки судей, деятельности суда первой инстанции. Совместно с Лидией Борисовной Алексеевой внесла существенный вклад в разработку первых учебных пособий для судей.
В советское время Нонна Радутная исследовала проблемы правосудия и суда присяжных при помощи социологических психологических методов, результаты данной работы получили широкое признание, в том числе за рубежом. Участвовала в разработке Уголовно-процессуального кодекса Российской Федерации. Кроме того, научные разработки Радутной были использованы при создании Федерального закона Российской Федерации N 113-ФЗ «О присяжных заседателях федеральных судов общей юрисдикции в Российской Федерации».
Председатель Верховного Суда Российской Федерации Вячеслав Михайлович Лебедев писал, что Радутная внесла значительный вклад в развитие законодательной базы современной российской системы правосудия.

## Память
Памяти Нонны Викторовны Радутной было посвящено издание учебника для дисциплины «Правоохранительные органы» — «Суд и правоохранительные органы Российской Федерации» в 2010 году. Имя Нонны Радутной было присвоено кафедре уголовно-процессуального права и криминалистики Российской академии правосудия (ныне Российский государственный университет правосудия имени В. М. Лебедева).
В 2010 году был издан сборник научных трудов Нонны Викторовны Радутной «Избранное». Кроме того, памяти Нонны Радутной была посвящена 2-я международная научно-практическая конференция «Перспективы развития уголовно-процессуального права и криминалистики», проведенная в Российской академии правосудия в 2012 году. Памяти Нонны Викторовны была посвящена монография её ученика доктора юридических наук Виктора Фёдоровича Крюкова «Уголовное преследование в судебном производстве: уголовно-процессуальные и надзорные аспекты деятельности прокурора».

## Награды
- орден «Знак Почёта» (Указ президента СССР 15 мая 1990 года) — за большой вклад в укрепление социалистической законности и успехи в научно-педагогической деятельности[12]
- орден «За заслуги перед Отечеством» IV степени (Указ президента РФ 13 апреля 1999 года) — за заслуги перед государством, многолетний добросовестный труд и большой вклад в укрепление дружбы и сотрудничества между народами[13].
- медаль «За усердие» I и II степени[3]
- медаль Анатолия Кони[2]

## Публикации

### Книги
- Каминская В.И., Михайловская И.Б., Радутная Н.В. Изучение правосознания граждан и вопросы правового воспитания / Перлов И.Д.. — Москва, 1972. — 184 с.
- Алексеев В.Б., Ароцкер Л.Е., Божьев В.П., Бойков А.Д., и др. Настольная книга судьи. Рассмотрение уголовных дел в суде первой инстанции / Горкин А.Ф., Куликов В.В., Перлов И.Д., Радутная Н.В.. — Москва: Юридическая литература, 1972. — 744 с.
- Радутная Н.В. Народный заседатель. — Москва: Юридическая литература, 1973. — 120 с.
- Радутная Н.В. Народный судья. Профессиональное мастерство и подготовка. — Москва: Юридическая литература, 1977. — 144 с.
- Радутная Н.В. Зачем нам нужен суд присяжных. — Москва: Издательство РПА МЮ РФ, 1995. — 39 с.
- Алексеева Л.Б., Григорьева Н.В., Львова Е.Ю., Радутная Н.В., Шурыгин А.П. Защитник в суде присяжных / Радутная Н.В.. — Москва: Издательство РПА МЮ РФ, 1997. — 151 с.
- Алексеева Л.Б., Кудрявцева Е.П., Лупинская П.А., Поспеева Л.Г., Радутная Н.В., Шурыгин А.П. Рассмотрение дел судом присяжных. Научно-практическое пособие / Лебедев В.М.. — Москва: Юридическая литература, 1998. — 288 с.
- Загорский Г.И., Кауфман М.А., Моисеева Т.Ф., Радутная Н.В. Судебное разбирательство уголовных дел о торговле людьми. — Москва: Юридическая литература, 2009. — 240 с.
- Радутная Н.В. Избраное. — Москва: Издательство Российской академии правосудия, 2010. — 349 с.

### Учебные пособия
- Радутная Н.В. I // Судья. Основы подготовки к профессии. Учебное пособие.. — Москва, 1986. — 78 с.
- Радутная Н.В. Суд присяжных (исторические, социальные и правовые аспекты). — Москва, 1991. — 79 с.
- Батова С.А., Боботов С.В., Радутная Н.В. и др. Судебная система России. Учебное пособие / Ведерникова О.Н., Ершов В.В., Радутная Н.В. — Москва: Дело, 2000. — 336 с.
- Верин В.П. Преступления в сфере экономики. Учебно-практическое пособие. / Радутная Н.В. — 3-е. — Москва: Дело, 2003. — 192 с.